# Whitehall (Wisconsin)
Whitehall és una població dels Estats Units a l'estat de Wisconsin. Segons el cens del 2000 tenia 1.651 habitants.

## Demografia
Segons el cens del 2000, Whitehall tenia 1.651 habitants, 693 habitatges, i 415 famílies. La densitat de població era de 381,7 habitants per km².
Dels 693 habitatges en un 29,9% hi vivien nens de menys de 18 anys, en un 48,3% hi vivien parelles casades, en un 8,5% dones solteres, i en un 40% no eren unitats familiars. En el 35,6% dels habitatges hi vivien persones soles el 20,6% de les quals corresponia a persones de 65 anys o més que vivien soles. El nombre mitjà de persones vivint en cada habitatge era de 2,25 i el nombre mitjà de persones que vivien en cada família era de 2,95.
Per edats la població es repartia de la següent manera: un 23,7% tenia menys de 18 anys, un 6,7% entre 18 i 24, un 26,3% entre 25 i 44, un 21,4% de 45 a 60 i un 21,9% 65 anys o més.
L'edat mediana era de 40 anys. Per cada 100 dones de 18 o més anys hi havia 89,5 homes.
La renda mediana per habitatge era de 33.958 $ i la renda mediana per família de 48.047 $. Els homes tenien una renda mediana de 28.643 $ mentre que les dones 21.332 $. La renda per capita de la població era de 17.743 $. Aproximadament el 4,1% de les famílies i el 7,3% de la població estaven per davall del llindar de pobresa.

## Poblacions més properes
El següent diagrama mostra les poblacions més properes.